# Сорокин, Михаил Михайлович (генерал)

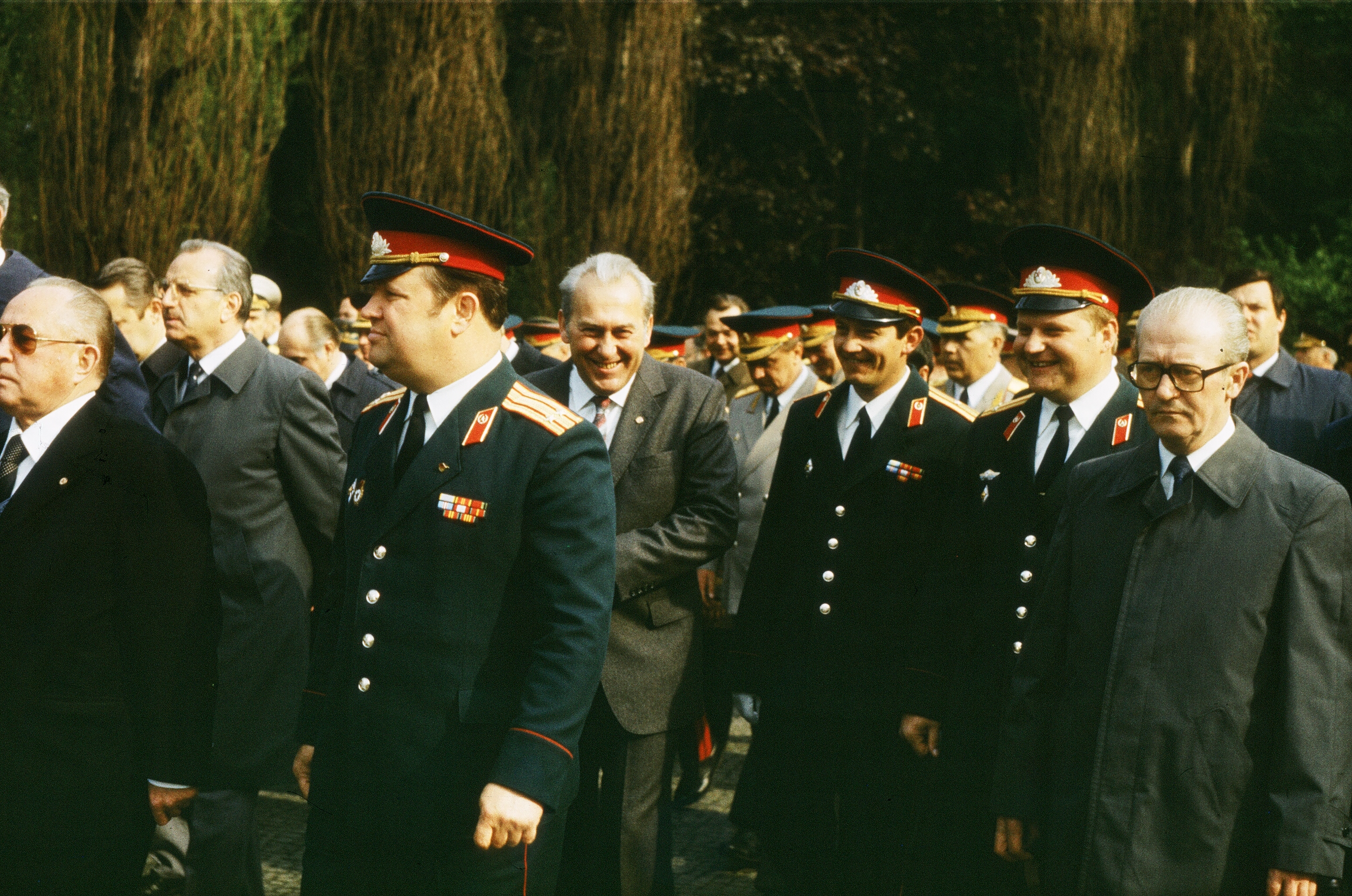
Берлин. Трептов-Парк. К. Науман, М. Сорокин, А. Дорофеев на возлолжении. 1982.

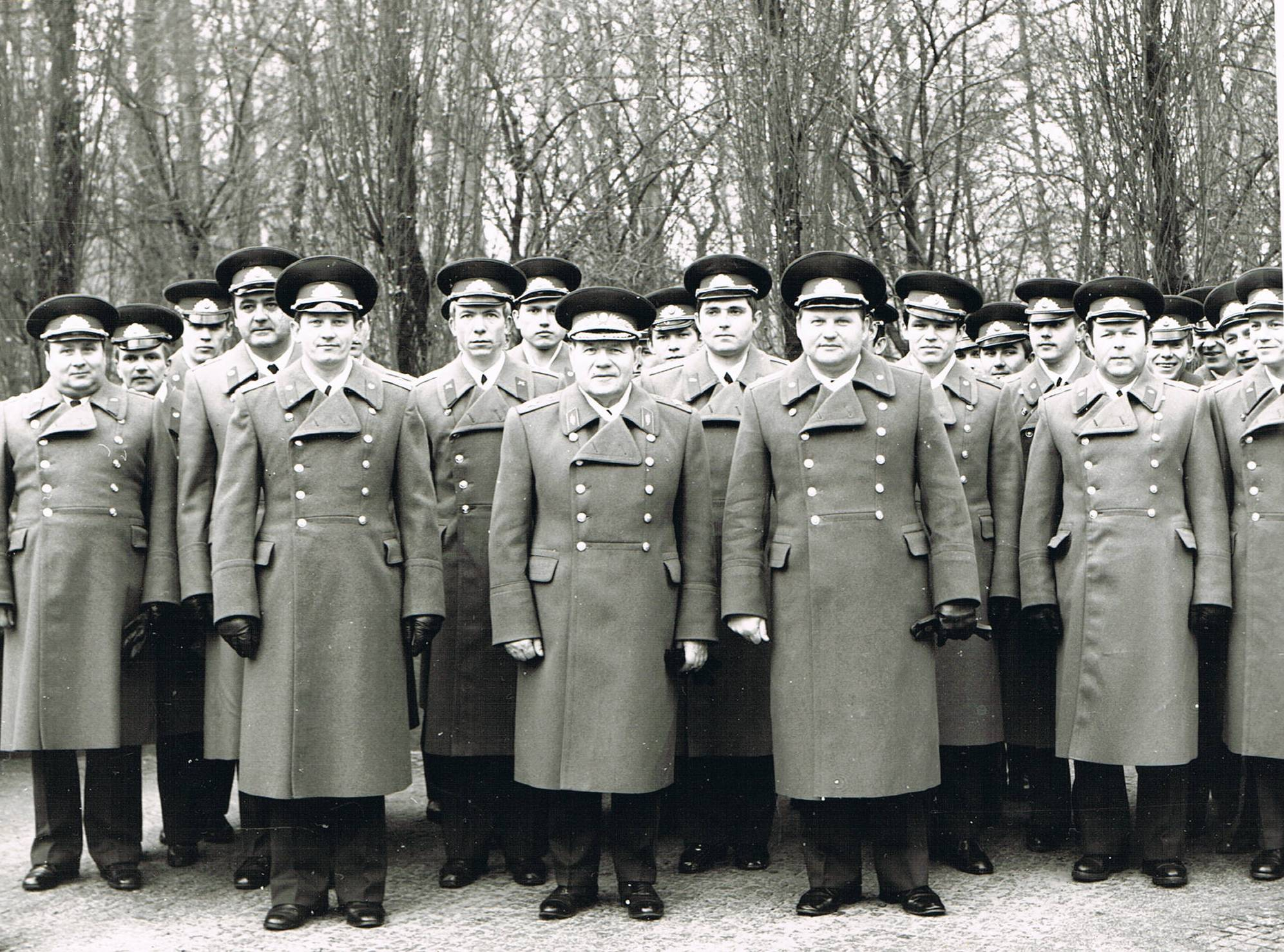
Берлин.М. Сорокин, Шавров, Иван Егорович и А. Дорофеев с офицерами управления 6-й гв. омсбр

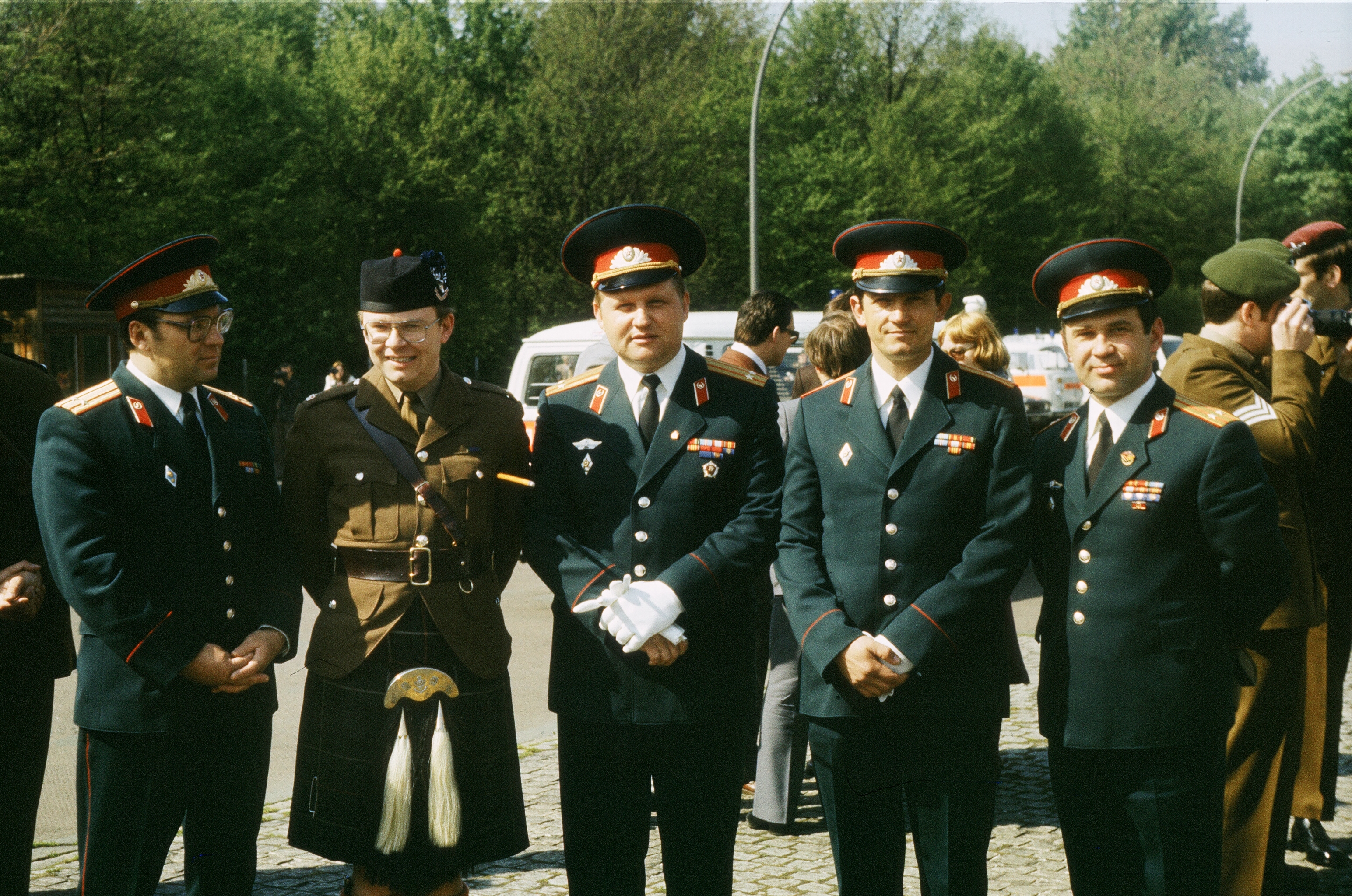
Тиргартен Западный Берлин. На возложении Дорофеев А. А., Сорокин М. М. с британцами. 1982

Михаи́л Миха́йлович Соро́кин (род. 22 июня 1946, Темрюк, Краснодарский край) — советский, российский военачальник, кандидат военных наук,
генерал-лейтенант, член Совета Федерации РФ с 2001 по 2011.

## Биография
Михаил Сорокин родился 22.06.1946 года в Темрюке, Краснодарский край, СССР девятым ребёнком в семье рыбака. С детства мечтал служить в армии. В 1964 году окончил 11 классов средней школы и поступил в Бакинское высшее общевойсковое командное училище имени Верховного Совета Азербайджанской ССР, которое окончил в 1968 году с отличием и золотой медалью., после чего получил назначение в Группу Советских войск в Германии, где служил на различных должностях политического состава.
В 1980 году окончил Военно-политическую академию им. В. И. Ленина.
Был заместителем командира полка по политической части, заместителем командира, начальником политотдела 6-й гвардейской отдельной мотострелковой Берлинской ордена Богдана Хмельницкого бригады Берлин Карлхорст, заместителем командира, начальником политотдела дивизии Ахалкалаки Грузия.
С 1987 по 1992 год служил в должности заместителя командующего 7-й гвардейской армии, размещённой в Армении, принимал участие в ликвидации последствий Спитакского землетрясения.
С 1992 по 1996 год служил в должности военного комиссара Костромской области.
С 1996 по 2000 год Михаил Сорокин — главный военный комиссар города Москвы.
После выхода в отставку занялся политической карьерой. В 2001 году занимал должность заместителя начальника Управления кадров и государственной службы Аппарата Совета Федерации Федерального Собрания РФ.
В ноябре 2001 года стал представителем в Совете Федерации Федерального Собрания РФ от Новгородской областной Думы. Является членом Комитета по промышленной политике, заместителем председателя Комиссии по контролю за обеспечением деятельности Совета Федерации, членом Комиссии по взаимодействию со Счётной палатой РФ. Полномочия члена Совета Федерации истекают в октябре 2011 г. Член партии «Единая Россия».
В 1999 году окончил высшие курсы Военной академии Генерального штаба Вооруженных сил РФ.
В 1999 году окончил Российскую академию государственной службы при Президенте РФ.
В 2005 году окончил Новгородский государственный университет им. Ярослава Мудрого.
Женат, имеет двух сыновей, оба сына также выбрали военную карьеру. Кандидат в мастера спорта по военному ориентированию. Владеет немецким языком.

## Награды
- Орден «За военные заслуги»(1998 года)
- Орден Почёта — Указ Президента РФ № 635 от 22 июня 2006[2]
- Орден Красной Звезды(1990 года)
- Орден «За службу Родине в Вооружённых Силах СССР» 3 степени(1976 года)
- Медаль Жукова
- Юбилейная медаль «За воинскую доблесть. В ознаменование 100-летия со дня рождения Владимира Ильича Ленина»
- Юбилейная медаль «Двадцать лет Победы в Великой Отечественной войне 1941—1945 гг.»
- Медаль «Ветеран Вооружённых Сил СССР»
- Юбилейная медаль «300 лет Российскому флоту»
- Медаль «В память 850-летия Москвы»
- Медаль «За укрепление боевого содружества»
- Юбилейная медаль «50 лет Вооружённых Сил СССР»
- Юбилейная медаль «60 лет Вооружённых Сил СССР»[3]
- Юбилейная медаль «70 лет Вооружённых Сил СССР»[4]
- Медаль Маргелова (Минобороны)
- Медаль «200 лет Министерству обороны» (Минобороны России)
- Медаль «200 лет МВД России» (МВД России)
- Медаль «За безупречную службу» I степени
- Медаль «За безупречную службу» II степени
- Медаль «За безупречную службу» III степени
- Медаль «За ратную доблесть»
- Медаль «За честь и мужество» (Кемеровская область)
- Медаль «Братство по оружию» в серебре(ГДР)
- Орден святого благоверного князя Даниила Московского II степени (РПЦ)
- Знак ЦК ВЛКСМ «За воинскую доблесть»
- Иностранные награды.